# Kerk van Uithuizen
De Jacobikerk in Uithuizen op het Groninger Hogeland is gebouwd in de eerste helft van de 13e eeuw. De toren, althans het onderste gedeelte, is ouder dan het kerkgebouw en dateert uit de 12e eeuw. Het koor is halverwege de 15e eeuw gebouwd. De kerk is eigendom van de Stichting Oude Groninger Kerken.

## Naam
De kerk staat in Uithuizen bekend als Jacobikerk, sinds M.D. Ozinga in 1933 beweerde dat deze oorspronkelijk was gewijd aan Jakobus de Meerdere. Recent onderzoek geeft echter aan dat niet Jacobus de Meerdere maar de heilige Dionysius de oorspronkelijke patroon van de kerk was. De SOGK duidt de kerk dan ook aan als Dionysiuskerk. Na de reductie van Groningen werd de kerk protestants, waarna de patroon niet meer genoemd werd in de naam. In 1860 werd enkele honderden meters westelijker, aan de Hoofdstraat, een neogotische rooms-katholieke kerk gebouwd, de Sint-Jacobus de Meerderekerk, die werd gewijd aan de apostel Jakobus.

## De kerk
In het interieur is veel werk terug te vinden van de Groninger kunstenaar Allert Meijer. De orgelkas, het doksaal en de herenbank (1703), de Menkemabank, zijn van zijn hand. Waarschijnlijk is ook de preekstoel (1713) van zijn hand met houtsnijwerk van Jan de Rijk. Beiden maakten ook de preekstoel in de Mariakerk van het naburige Uithuizermeeden. Er wordt ook wel verondersteld dat Anthonie Verburgh, een schoonzoon van Allert Meijer, de maker van de preekstoel zou zijn.
De rouwborden in de kerk zijn van leden van de familie Alberda, de bewoners van de Menkemaborg in Uithuizen.
Het kerkorgel met twee manualen en 28 registers is rond 1700 gebouwd door Arp Schnitger. Het is onderhouden en gerestaureerd door onder anderen Albertus Antoni Hinsz, Petrus van Oeckelen en laatstelijk in 2001 door Bernhardt H. Edskes.
Boven op de kerktoren staat geen weerhaantje, maar een zeemeermin, tevens het symbool in het gemeentewapen van de voormalige gemeente Eemsmond. Dit symbool staat al ruim 350 jaar op de Uithuizer kerktoren, want in 1653 moest, volgens een rekening in het kerkvoogdijboek van Uithuizen, de zeemeermin op de toren van Uithuizen verguld worden: Voor 't vergulden van de meerminne ende knopen op de toorn. Ook de wapenspreuk Ex Undis (=Uit de golven), zowel van de voormalige gemeente Uithuizen als van de voormalige gemeente Eemsmond, verwijst naar dit symbool.

## Zie ook

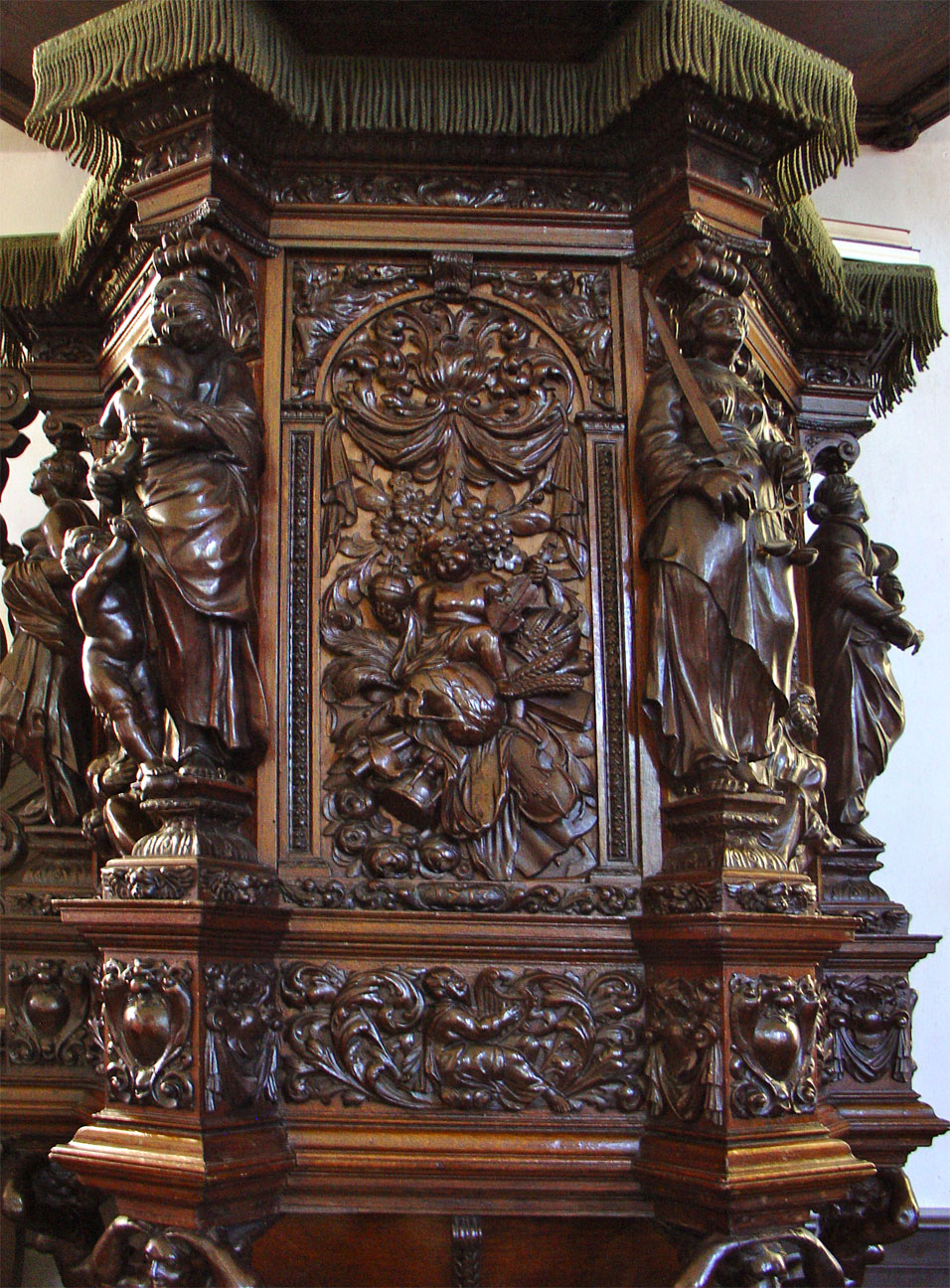
Detail van de preekstoel
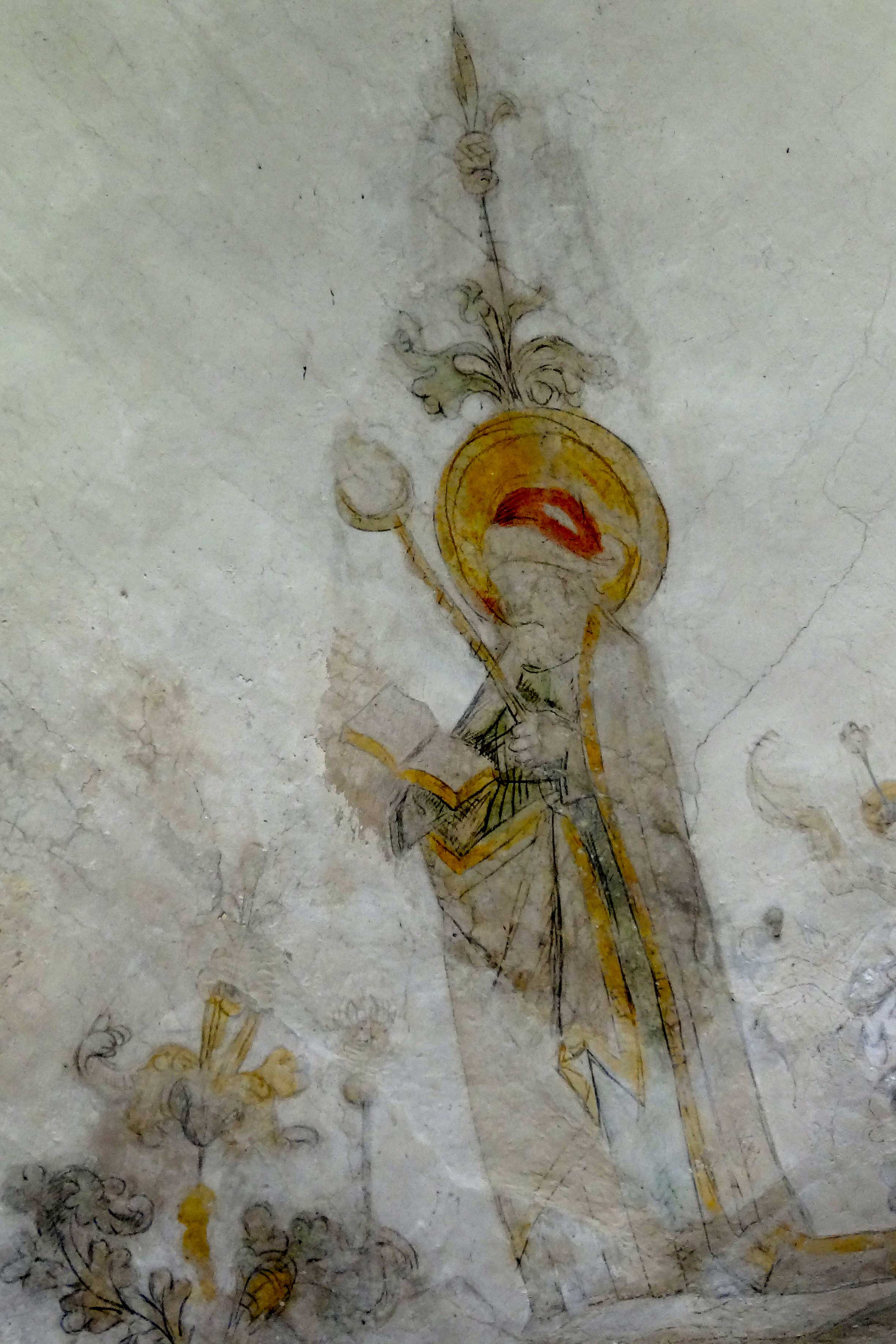
Jacobus de Meerdere (gewelfschildering)
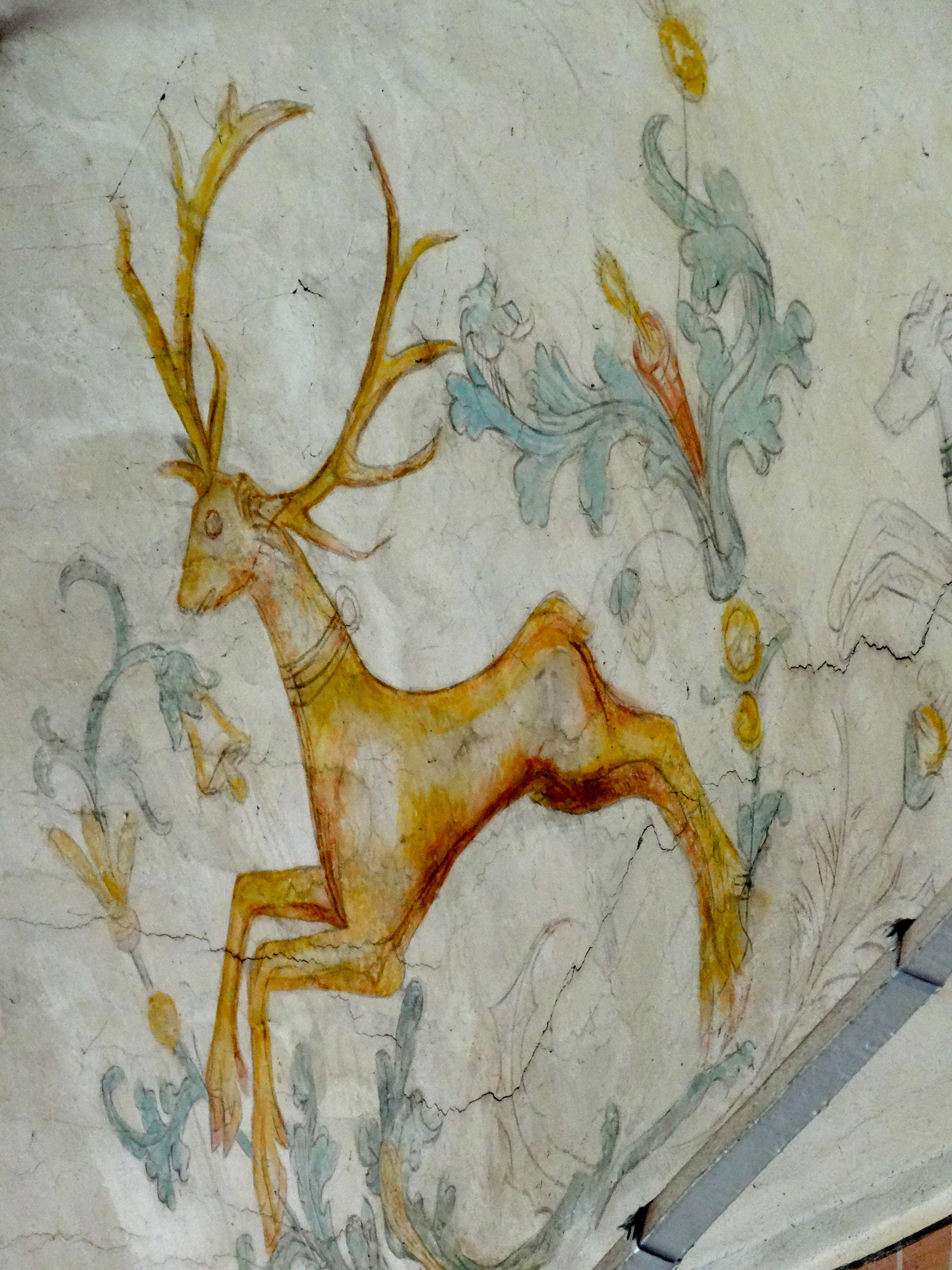
Hert (gewelfschildering)
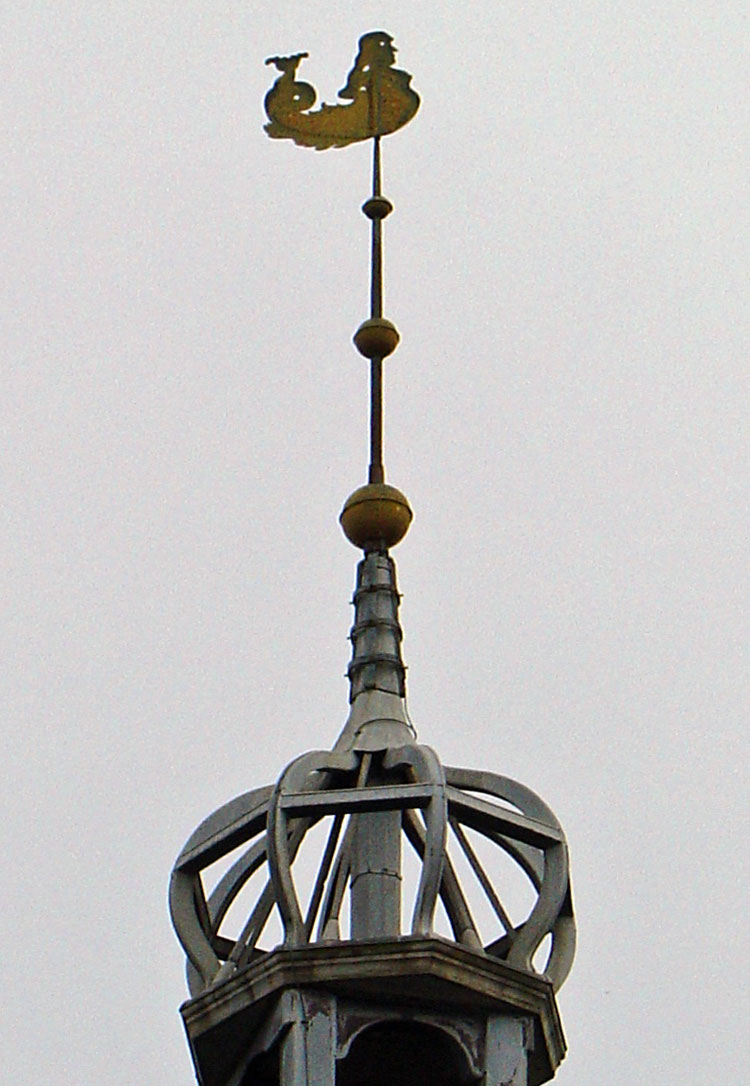
Torenspits met zeemeermin